# Mapsidius
Mapsidius is een geslacht van vlinders van de familie Dikkopmotten (Scythrididae).

## Soorten
- M. auspicata Walsingham, 1907
- M. charpentierii Swezey, 1932
- M. chenopodii Swezey, 1947
- M. iridescens Walsingham, 1907
- M. quadridentata Walsingham, 1907